# Jan Ostroróg
Jan Ostroróg (Miedzyrzecz (Polònia), 13 de gener de 1565 - Komarno (actual Ucraïna) juny de 1622) fou un escriptor i polític polonès, fill d'Estanislau Ostrorog (1520-1568) i de Sofia Teczynska
(1528-1583).
Tot i que venia d'una família de tradició luterana, el 1587 es va convertir al catolicisme. Va donar suport al rei Segimon III Vasa, que el 1600 el va nomenar castlà i deu anys més tard governador de Poznań. El 1593 va fundar la nova ciutat Grodzisk i li va donar tot un seguit privilegis.
Va tenir una activitat literària diversa. És autor, entre d'altres, d'una guia de caça La caça amb gossos de 1618, i va publicar els primers llibres polonesos sobre la ciència de l'apicultura.

## Matrimoni i fills
Es va casar dues vegades, primer amb Catalina Mielecka, filla de Nicolau Governador de Mielec, amb qui va tenir dos fills: Nicolau i Sofia. La segona vegada es va casar amb la princesa Sofia Zasławską (1580-1641), filla de Janusz Zaslawaki (1548-1629) i d'Alexandra Sanguszkowna (1560-1602). D'aquest segon matrimoni en nasqueren:
- Estanislau, canonge de Cracòvia,
- Joan
- Casimir, que va morir molt jove.
- Anna (1610-1648), casada amb Joan Jablonowski (1600-1647).
- Elisabet.
- Constança.